# 卵巢癌
卵巢癌是發源自女性卵巢的癌症，會產生會入侵以及轉移到其他部位的異常細胞。卵巢癌初期症狀不明顯，隨病情進展，才會出現許多癌症的典型症狀，包括脹氣、腹脹、骨盆痛等。癌症較容易擴散到腹膜、淋巴結、肺臟、肝臟等部位。
排卵越多的人，罹患卵巢癌的機率也會變高。所以從未生育的、較早開始排卵的，或是較晚進入更年期的人，罹患的機率都會上升。其他危險因子包括停經後的荷爾蒙治療、排卵藥物，和肥胖症等等。降低風險的方法則包括荷爾蒙避孕法、輸卵管結紮術，以及哺乳等。大約有1成的病例是來自遺傳風險，而BRCA1或BRCA2基因突變者，有將近一半的機會誘發此症。卵巢癌中最常見的類型是卵巢上皮細胞癌 （英語：ovarian carcinoma），高達95%的病例都屬於此類型。卵巢上皮細胞癌包含了五種亞型，其中高分化漿液性（英語：high-grade serous）卵巢癌是最常見的。一般相信這些腫瘤是來自卵巢表面的細胞，雖然有些可能是形成於輸卵管。比較罕見的類型則有生殖細胞瘤和性索基質腫瘤。要確診是哪一種類型，通常是透過對手術中移除的部分做活體切片檢察。
一般健康女性不建議進行卵巢癌筛查，因為證據並未顯示卵巢癌筛查能降低死亡率，而且假陽性的比例高，會造成不必要的手術，而且手術本身也有其風險。若是罹患卵巢癌風險非常高的女性，可以切除卵巢以避免罹患卵巢癌。若在卵巢癌的早期就發現並加以治療，卵巢癌是可以治癒的，治療方式一般包括手術、放射線療法及化學療法，結果視疾病的程度及卵巢癌的類型而定。卵巢癌在美國的五年存活率為45%。在開發中國家的存活率較低。
2012年全世界共有23萬9千名女性罹患卵巢癌，造成15萬2千人死亡。是癌症中罹患人數第七多的癌症，也是造成女性死亡癌症中的第八位。卵巢癌在北美洲及歐洲較盛行，比在非洲及亞洲要常見。

## 病徵
由於卵巢深入在盤腔內，早期的卵巢癌病徵並不明顯。當腫瘤體積增大時，患者會有肚脹、腹部不適等現象，亦可能有壓迫性的病徵如小便頻密、大便困難等。

## 并发症
卵巢癌是发生静脉血栓栓塞症的常见肿瘤类型，CA125水平、晚期癌、透明细胞癌和高脂血症是发生VTE的潜在危险因素。卵巢癌并发静脉血栓栓塞症的预后相对较差。

## 死於卵巢癌的名人

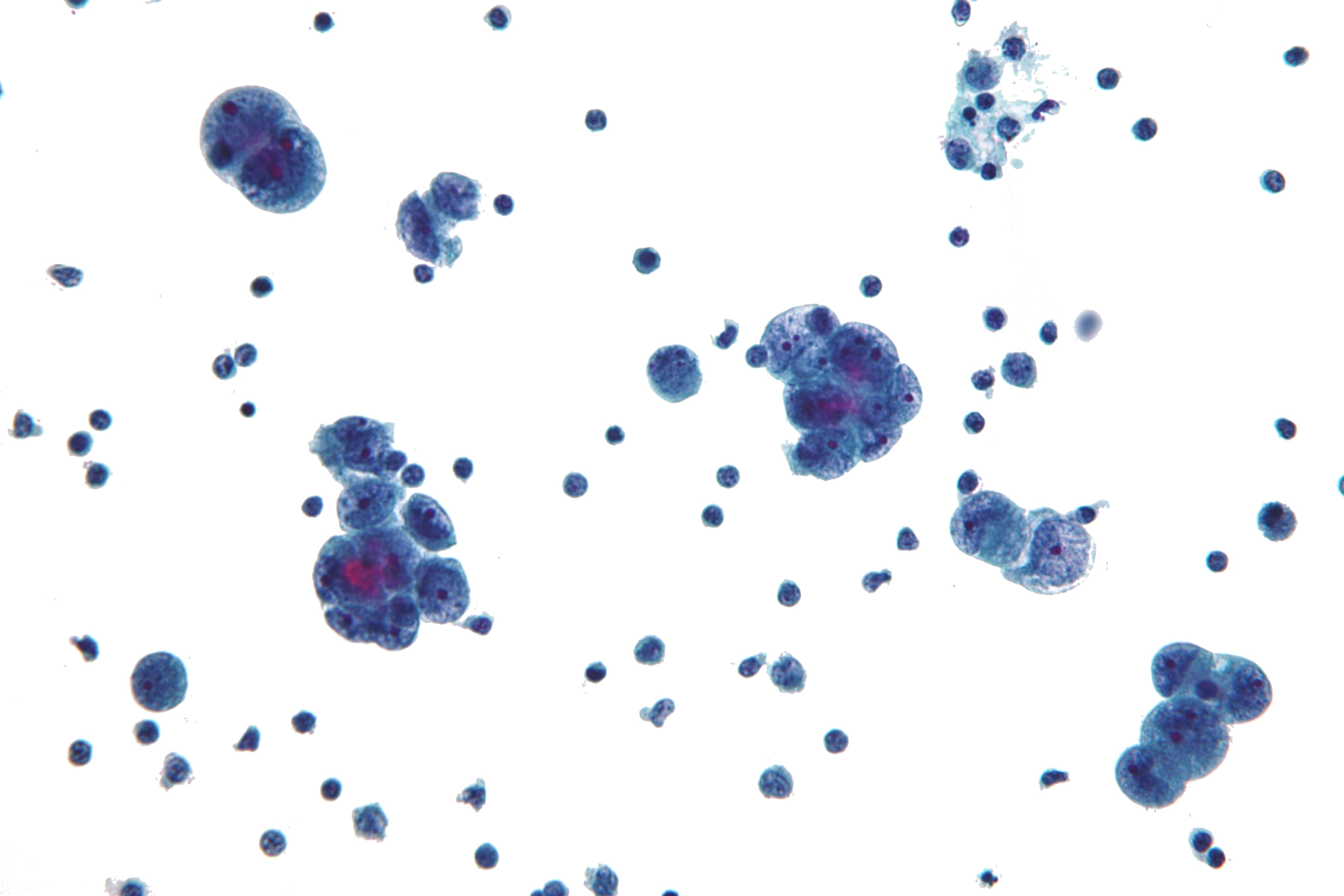
卵巢癌細胞

## 延伸閱讀
- Cannistra, Stephen A. . New England Journal of Medicine. 2004-12-09, 351 (24): 2519-2529. ISSN 0028-4793. PMID 15590654. doi:10.1056/NEJMra041842 （英语）.

## 外部連結
- 开放式目录提供的卵巢癌資訊 （页面存档备份，存于）
- 美国癌症协会提供的卵巢癌資訊
- GeneReviews/NCBI/NIH/UW entry on BRCA1 and BRCA2 Hereditary Breast/Ovarian Cancer （页面存档备份，存于）